# Scolopendra

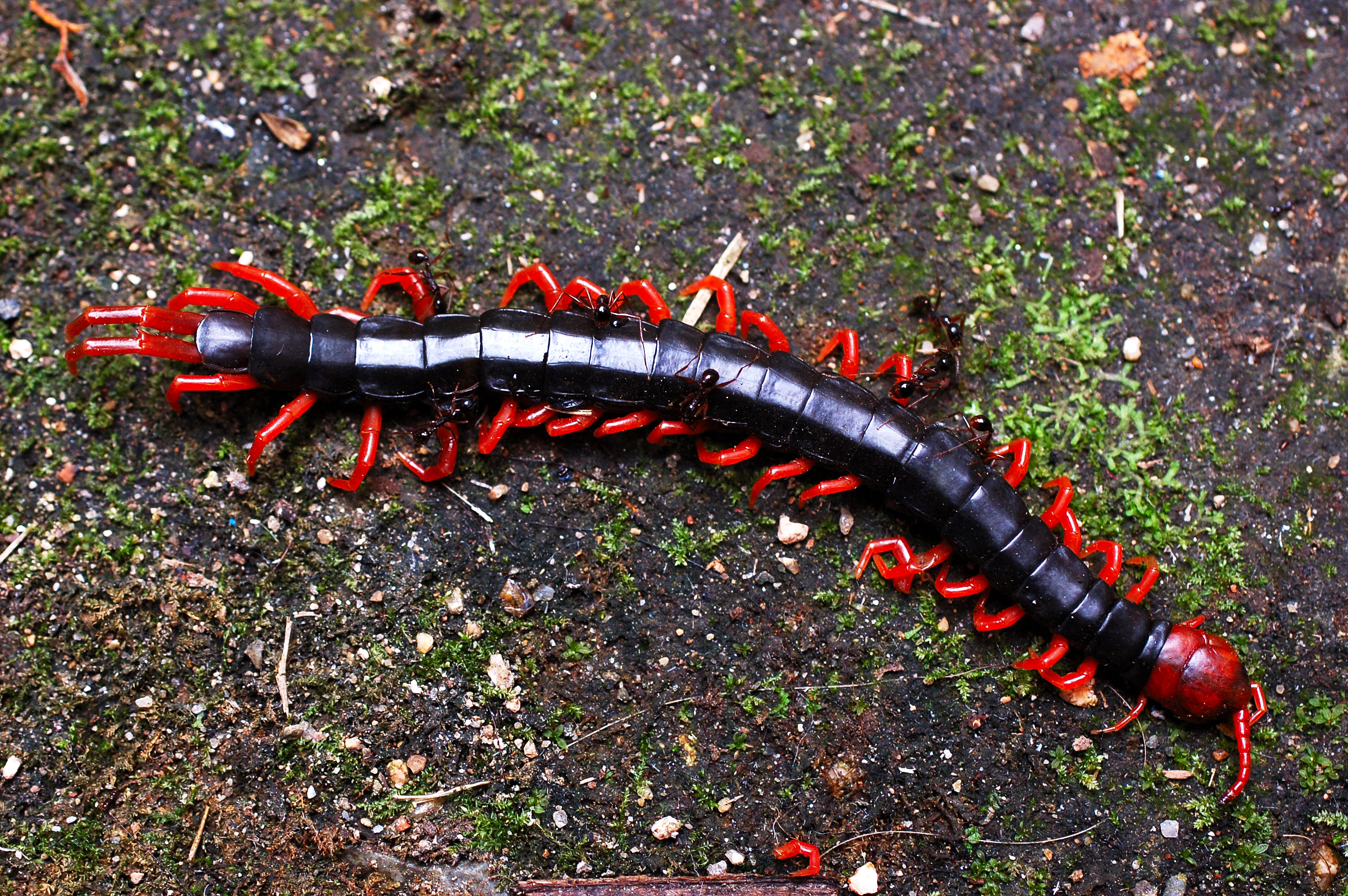
S. japonica

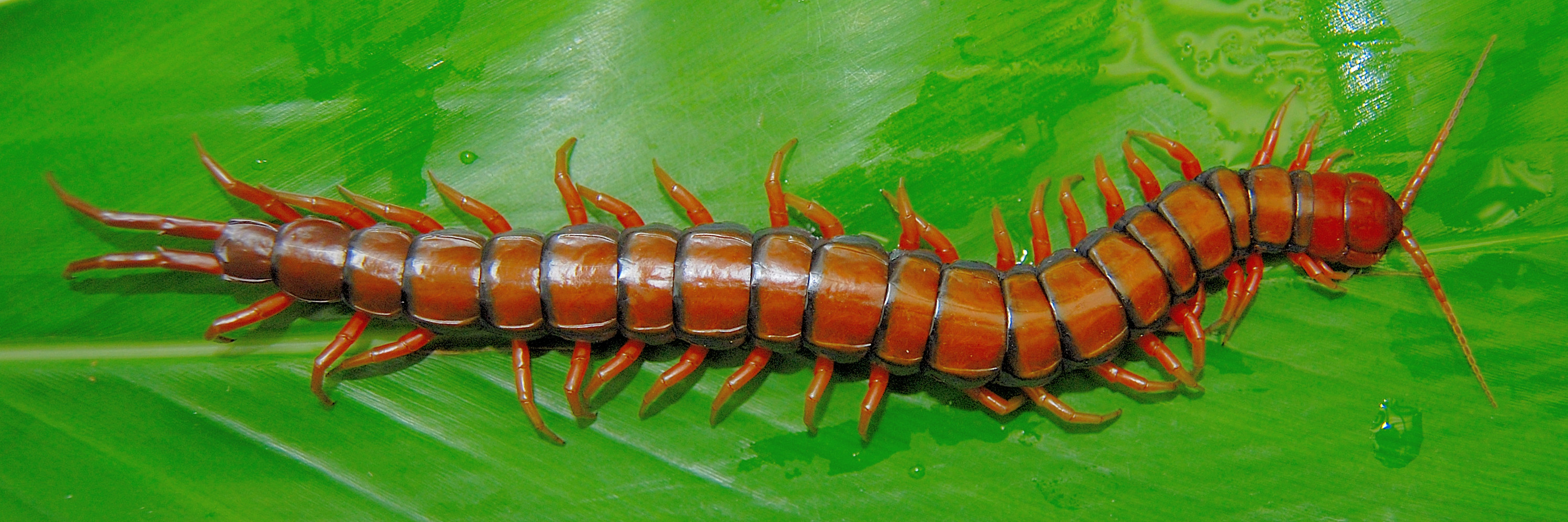
S. subspinipes

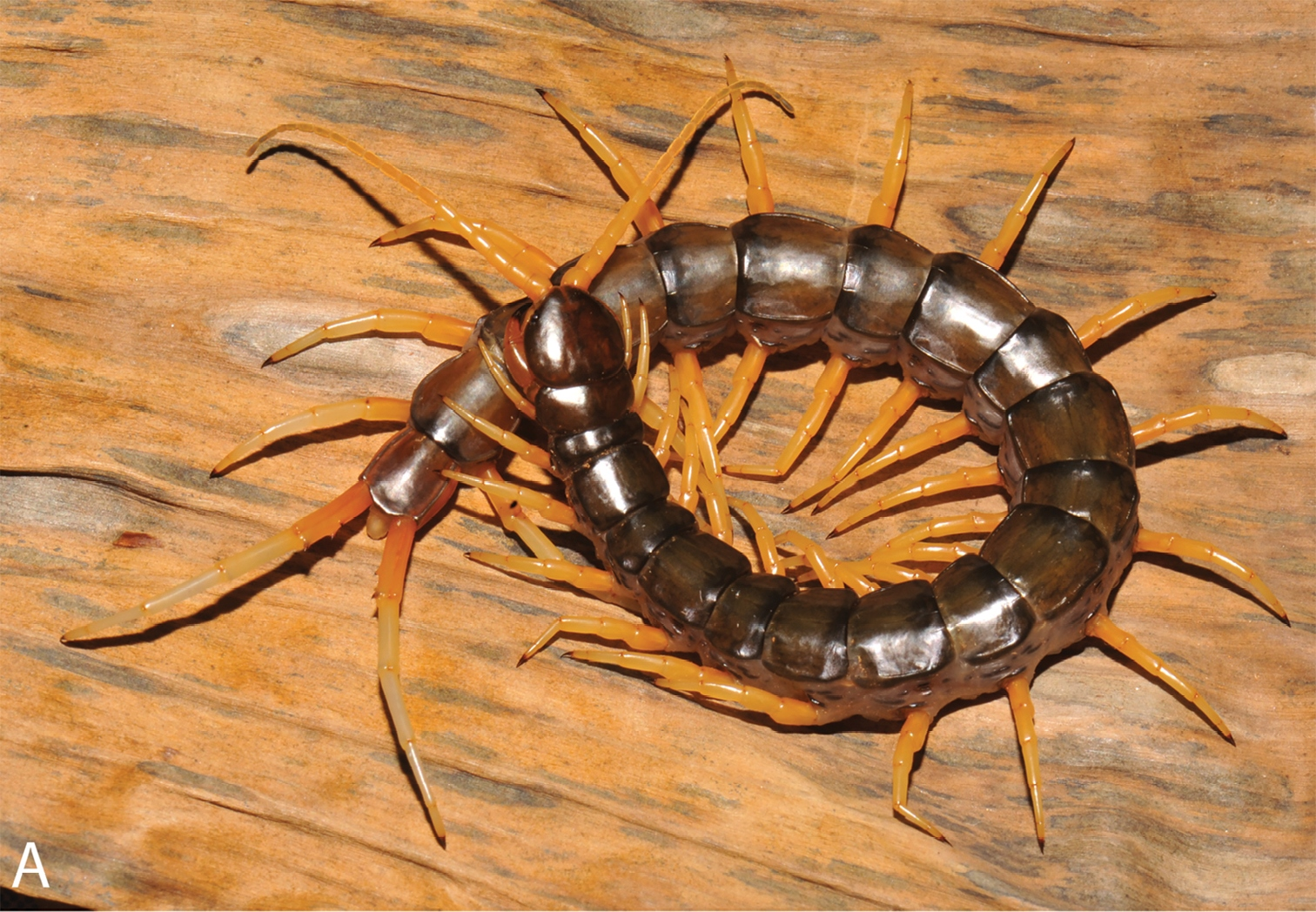
S. cataracta

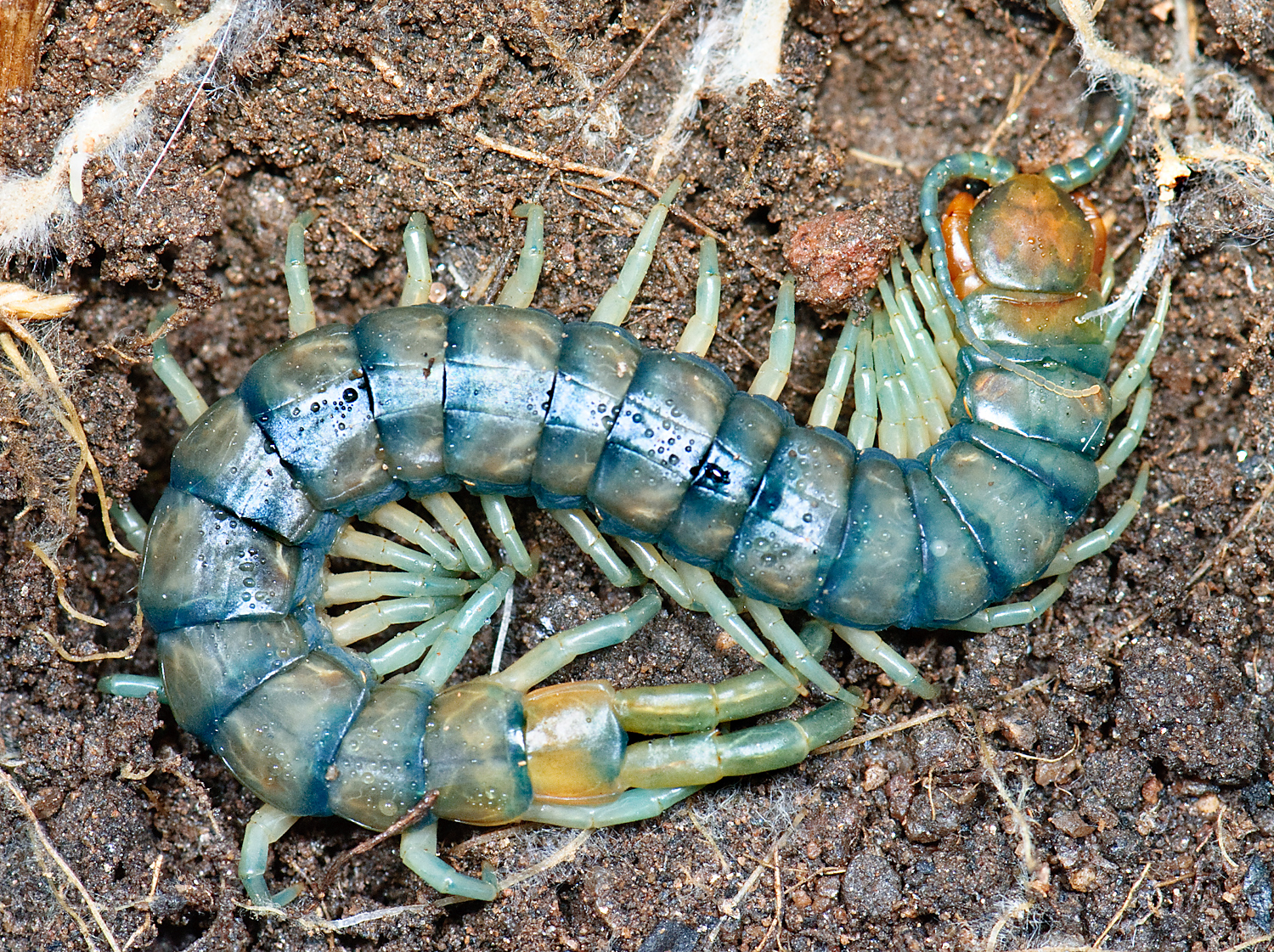
S. polymorpha

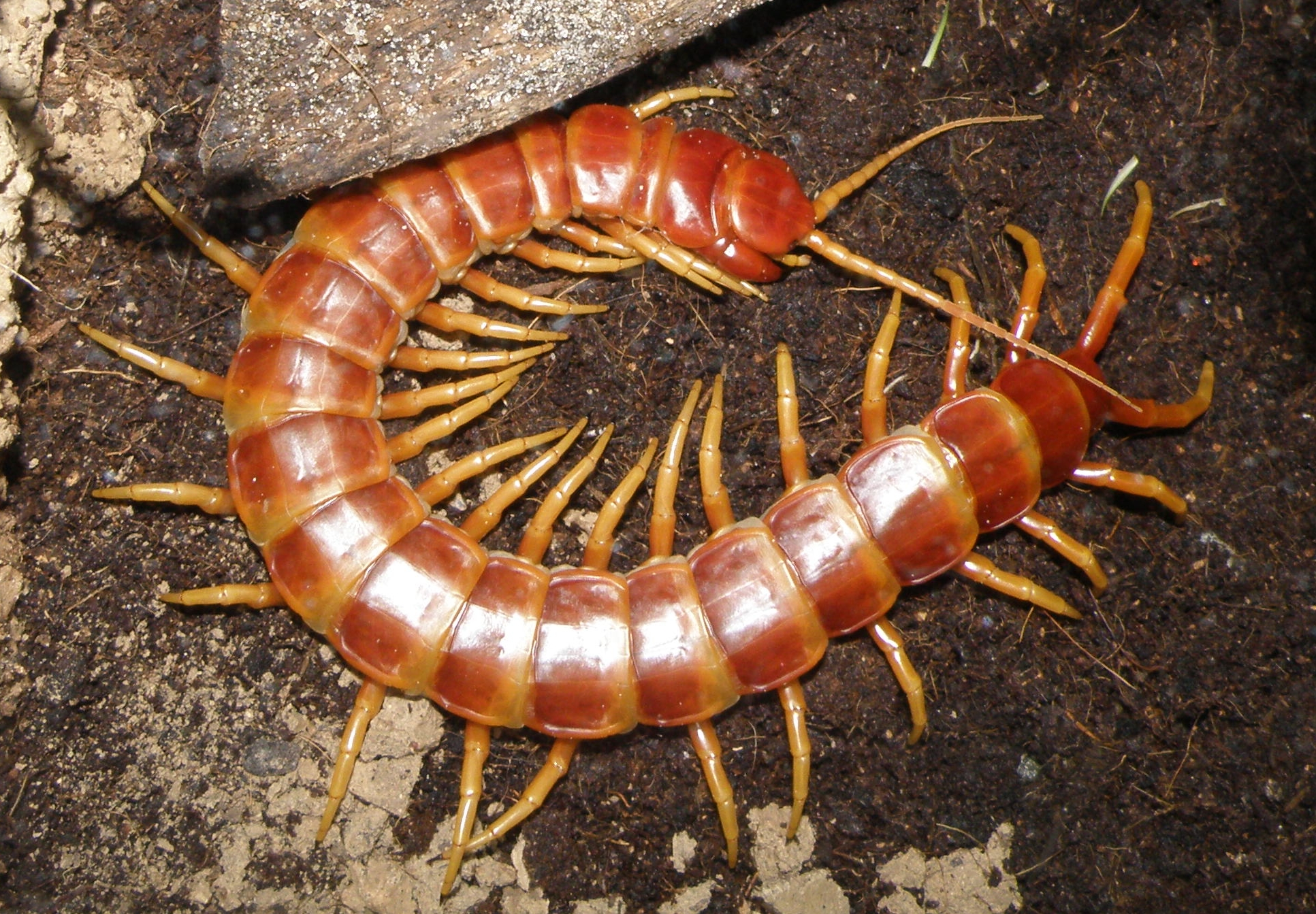
S. spinipriva

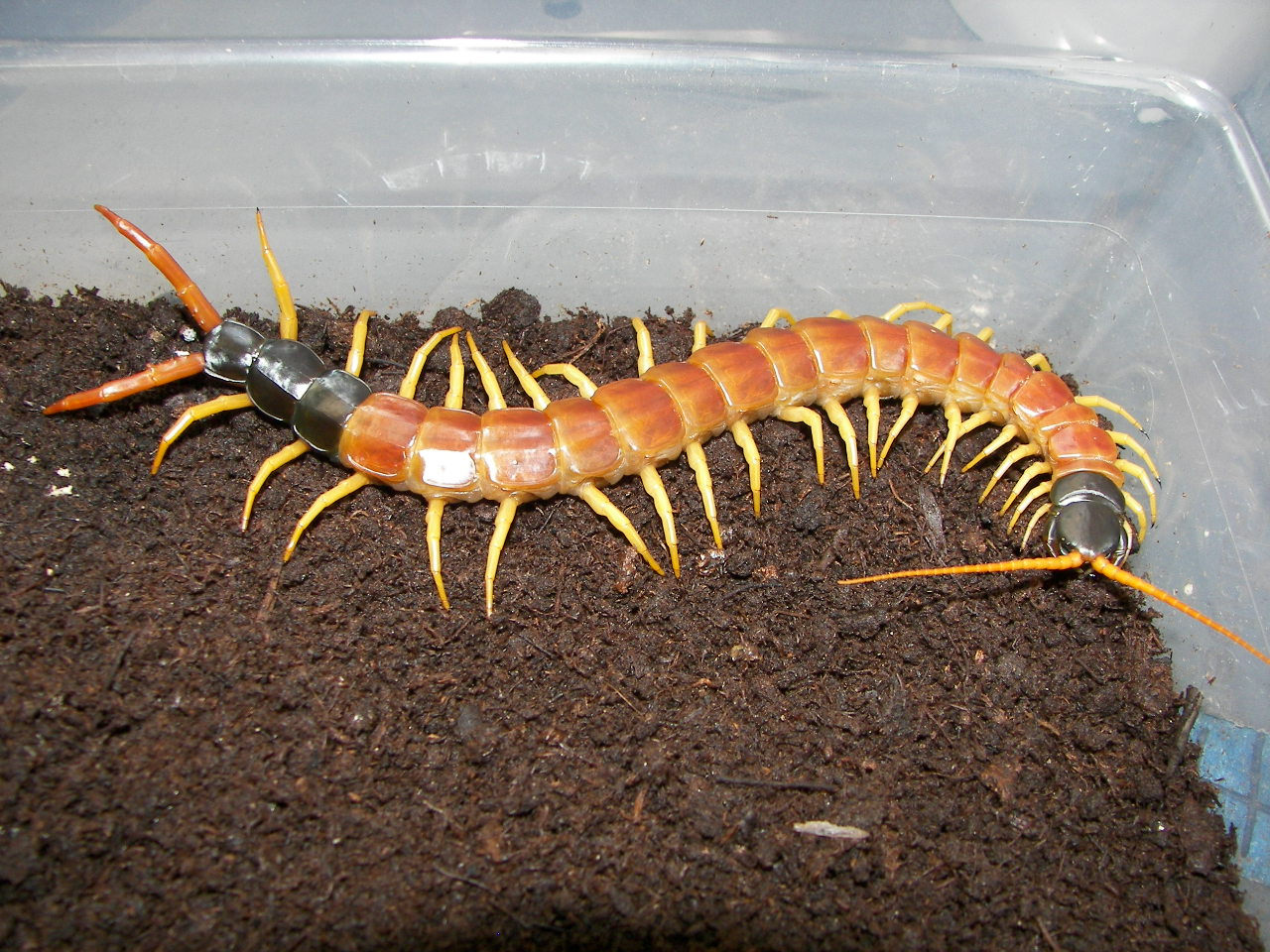
S. heros

Scolopendra – rodzaj pareczników z rzędu skolopendrokształtnych i rodziny skolopendrowatych.
Przedstawiciele rodzaju osiągają do 265 mm długości ciała. Mają głowę bez szczecin na nadustku i bez płytek nachodzących na pierwszy tergit. Ich czułki są długie, złożone z 17–31 walcowatych członów. Druga para szczęk ma po dwa grube kolce na pazurkach. Płytki uzębione mają wyraźne, często rozwidlone bruzdy. Tułów wyposażony jest w 21 par odnóży. Tergity: II, IV, VI, IX, XI, XIII, XV, XVII i XIX są krótsze niż pozostałe. Zwykle na tergitach są wyraźnie widoczne bruzdy paramedialne, ale mogą być one nieobecne. Przetchlinki mają kształt szczelinowaty lub trójkątny. Stopy wyposażone są w kolce. Odnóża końcowe mają dwa kolce nasadowe na pazurkach.
Zwierzęta te są silnie jadowite. Ukąszenia ludzi zdarzają się często w rejonach tropikalnych, a ich efekty zwykle obejmują ból, zaczerwienienie, obrzęk i powierzchowną martwicę. Znane są nieliczne przypadki śmiertelne – siedmiolatka ukąszona w głowę na Filipinach oraz 4-letniego chłopca w Wenezueli.

## Taksonomia
Rodzaj ten wprowadzony został w 1758 przez Karola Linneusza w 10. wydaniu Systema Naturae. Zaliczył on doń wszystkie pareczniki i tylko 2 opisane przez niego gatunki pozostały w rodzaju do dziś. Analizy molekularne Vahtery i innych z 2013 wskazują, że najbliższym krewnym Scolopendra jest Asanada. W sumie należy tu blisko 100 opisanych gatunków:
- Scolopendra abnormis Lewis & Daszak, 1996
- Scolopendra afer (Meinert, 1886)
- Scolopendra alternans Leach, 1813
- Scolopendra andhrensis Jangi & Dass, 1984
- Scolopendra angulata Newport, 1844
- Scolopendra angusticollis Murray, 1887
- Scolopendra anomia Newport, 1844
- Scolopendra antananarivoensis Kronmüller, 2010
- Scolopendra appendiculata Daday, 1891
- Scolopendra arborea Lewis, 1982
- Scolopendra arenicola (Lawrence, 1975)
- Scolopendra armata Kraepelin, 1903
- Scolopendra arthrorhabdoides Ribaut, 1912
- Scolopendra attemsi Lewis, Minelli & Shelley, 2006
- Scolopendra aztecorum Verhoeff, 1934
- Scolopendra calcarata Porat, 1876
- Scolopendra canidens Newport, 1844
- Scolopendra cataracta Siriwut, Edgecombe & Panha, 2016[7]
- Scolopendra childreni Newport, 1844
- Scolopendra chlora Chamberlin, 1942
- Scolopendra chlorotes L. Koch, 1856
- Scolopendra cingulata Latreille, 1829 – skolopendra paskowana
- Scolopendra clavipes C.L. Koch, 1847
- Scolopendra concolor Newport, 1845
- Scolopendra crassa Templeton, 1846
- Scolopendra cretica Lucas, 1853
- Scolopendra cribrifera Gervais, 1847
- Scolopendra crudelis C.L. Koch, 1847
- Scolopendra dalmatica C.L. Koch, 1847
- Scolopendra dawydoffi Kronmüller, 2012
- Scolopendra dehaani Brandt, 1840
- Scolopendra ellorensis Jangi & Dass, 1984
- Scolopendra fissispina L. Koch, 1865
- Scolopendra foveolata Verhoeff, 1937
- Scolopendra galapagoensis Bollman, 1889
- Scolopendra gigantea Linnaeus, 1758 – skolopendra olbrzymia
- Scolopendra gracillima Attems, 1898
- Scolopendra hardwickei Newport, 1844
- Scolopendra hermosa Chamberlin, 1941
- Scolopendra heros Girard, 1853
- Scolopendra horrida C.L. Koch, 1847
- Scolopendra inaequidens Gervais, 1847
- Scolopendra indiae (Chamberlin, 1914)
- Scolopendra indica Meinert, 1886
- Scolopendra inermipes C.L. Koch, 1847
- Scolopendra inermis Newport, 1845
- Scolopendra jangii Khanna & Yadav, 1997
- Scolopendra japonica L. Koch, 1878
- Scolopendra koreana (Verhoeff, 1934)
- Scolopendra labiata C.L. Koch, 1863
- Scolopendra laeta Haase, 1887
- Scolopendra langi (Chamberlin, 1927)
- Scolopendra latro Meinert, 1886
- Scolopendra leki (Waldock and Edgecombe, 2012)
- Scolopendra limicolor Wood, 1861
- Scolopendra lucasii Gervais, 1847
- Scolopendra lutea (Attems, 1928)
- Scolopendra madagascariensis Attems, 1910
- Scolopendra malkini Chamberlin, 1955
- Scolopendra mazbii Gravely, 1912
- Scolopendra media (Muralewicz, 1926)
- Scolopendra melionii Lucas, 1853
- Scolopendra metuenda Pocock, 1895
- Scolopendra michoacana Chamberlin, 1941
- Scolopendra mima Chamberlin, 1942
- Scolopendra mirabilis (Porat, 1876)
- Scolopendra monticola (Lawrence, 1975)
- Scolopendra morsitans Linnaeus, 1758 – skolopendra zwyczajna
- Scolopendra multidens Newport, 1844
- Scolopendra negrocapitis Zhang & Wang, 1999
- Scolopendra nuda (Jangi & Dass, 1980)
- Scolopendra occidentalis Meinert F., 1886
- Scolopendra octodentata Verhoeff, 1934
- Scolopendra oraniensis Lucas, 1846
- Scolopendra pachygnatha Pocock, 1895
- Scolopendra paranuda (Khanna & Tripathi, 1987)
- Scolopendra pentagramma Motschoulsky, 1886
- Scolopendra pinguis Pocock, 1891
- Scolopendra polymorpha Wood, 1861
- Scolopendra pomacea C.L. Koch, 1847
- Scolopendra puncticeps Wood, 1861
- Scolopendra punensis Jangi & Dass, 1984
- Scolopendra robusta Kraepelin, 1903
- Scolopendra sanatillae Bollman, 1893
- Scolopendra silhetensis Newport, 1845
- Scolopendra somala Manfredi, 1933
- Scolopendra spinipriva Bücherl, 1946
- Scolopendra spinosissima Kraepelin, 1903
- Scolopendra subcrostalis Kronmüller, 2009
- Scolopendra subspinipes Leach, 1815
- Scolopendra sumichrasti Saussure, 1860
- Scolopendra tenuitarsis Pocock, 1895
- Scolopendra teretipes (Porat, 1893)
- Scolopendra valida Lucas, 1840
- Scolopendra violacea Fabricius, 1798
- Scolopendra viridicornis Newport, 1844
- Scolopendra viridipes Dufour, 1820
- Scolopendra viridis Say, 1821
- Scolopendra zuluana (Lawrence, 1958)